# Tasek Merimbun
Tasek Merimbun (tiếng Malay có nghĩa là hồ Merimbun) là hồ tự nhiên lớn nhất Brunei. Nó nằm gần Mukim Rambai, thuộc Tutong, cách Tutong 27 km và cách thủ đô Bandar Seri Begawan khoảng 70 km. Hồ có hình chữ S và là vùng lõi của Công viên di sản Tasek Merimbun rộng 7.800 ha.

## Mô tả
Đây là một hồ nước tối, là bởi tanin sinh ra bởi những chiếc lá rơi xuống hồ. Hồ nước hỗ trợ môi trường sống cho nhiều loài động vật hoang dã bao gồm các loài chim, động vật có vú và bò sát, đặc biệt là loài Dơi ăn quả cổ trắng quý hiếm. Trong hồ có hai hòn đảo, một trong số đó được lối bằng một chiếc cầu gỗ. Tasek Merimbun được công nhận là Vườn di sản ASEAN từ năm 1984.